# Хмелёвка (Шарьинский район)
Хмелёвка — деревня в составе Ивановского сельского поселения Шарьинского района Костромской области России.

## География
Деревня расположена у речки Дороватой.

## История
В начале XVII века деревня принадлежала боярину князю Фёдору Мстиславскому, спустя некоторое время после смерти которого, в 1640 году вместе с другими деревнями была пожалована царём Алексеем Михайловичем князю Борису Репнину, от которого перешла его потомкам.
Согласно Спискам населенных мест Российской империи в 1872 году деревня относилась к 2 стану Ветлужского уезда Костромской губернии. В ней числилось 12 дворов, проживало 55 мужчин и 59 женщин.
Согласно переписи населения 1897 года в деревне проживало 149 человек (56 мужчин и 93 женщины).
Согласно Списку населенных мест Костромской губернии в 1907 году деревня относилась к Рождественской волости Ветлужского уезда Костромской губернии. По сведениям волостного правления за 1907 год в деревне числилось 34 крестьянских двора и 181 житель. В деревне имелась кузница. Основным занятием жителей деревни был лесной промысел.

## Население
| 2008 | 2010 | 2014 | 2024 |
| ---- | ---- | ---- | ---- |
| 44   | ↘35  | →35  | ↗39  |